# Boris Frederiksen
Boris Frederiksen (født 30. maj 1963) er en dansk advokat. 
Frederiksen blev cand.jur. fra Københavns Universitet i 1988. Han arbejder i dag som advokat og partner hos Poul Schmith/Kammeradvokaten. Han er bedst kendt som kurator i IT Factory efter selskabets konkurs i 2008.